# Лагрејнџ (Арканзас)
Лагрејнџ (енгл. LaGrange) град је у америчкој савезној држави Арканзас.

## Демографија
По попису из 2010. године број становника је 89, што је 33 (-27,0%) становника мање него 2000. године.
| Група             | 2000.      | 2010.      |
| Белци             | 53 (43,4%) | 51 (57,3%) |
| Афроамериканци    | 69 (56,6%) | 36 (40,4%) |
| Азијати           | 0 (0,0%)   | 0 (0,0%)   |
| Хиспаноамериканци | 0 (0,0%)   | 0 (0,0%)   |
| Укупно            | 122        | 89         |